# БОСС. Кадровые системы
Компания АО «БОСС. Кадровые системы» — российский производитель полнофункциональной системы управления персоналом «БОСС-Кадровик». Компания «БОСС. Кадровые системы» входит в группу компаний Аплана (ранее АйТи).

## Основные направления деятельности
- Консалтинговые услуги в области построения систем управления персоналом
- Внедрение, версионное сопровождение автоматизированной системы управления персоналом БОСС-Кадровик
- Обучение работе с системой БОСС-Кадровик
- Лицензионное сопровождение и техническая поддержка

## Продукты
Из собственных разработок компании «БОСС. Кадровые системы» наиболее известны БОСС-Кадровик, БОСС-Банк и БОСС-Компания.
Флагманским продуктом компании является БОСС-Кадровик — одна из самых востребованных автоматизированных систем управления персоналом на российском рынке. БОСС-Кадровик — система, позволяющая оптимизировать процессы управления человеческим ресурсом в крупных организациях, холдинговых структурах, а также динамично развивающихся средних компаниях. Также есть модель бесплатного предоставления программы БОСС-Кадровик — БОСС-Кадровик Express. Данная версия специально разработана для малых и средних компаний, численностью до 1000 человек персонала и до 5 рабочих мест в самой программе.

## Решения
На базе системы БОСС-Кадровик созданы специализированные решения:
- Система управления вознаграждениями (Bonus Management System);
- Планирование графиков рабочего времени и табелирование;
- HR-Аналитика;
- Отраслевые программные решения для ОПК, ритейла, государственных служб, финансовых организаций, производственных предприятий.

Среди реализованных публичных проектов имеются внедрения в такие компании как АК «Алроса», ПАО «НК Роснефть», ПАО «Лукойл», ОАО ОКБ «Новатор», ОАО «Научно-производственная корпорация „Уралвагонзавод“ имени Ф. Э. Дзержинского», ООО «ПЕПСИКО ХОЛДИНГС», ТЦ «Комус», ОАО «Ростелеком», ОАО «Газпромбанк», Шнайдер Электрик, Холдинг Швабе, сеть гипермаркетов О’КЕЙ и многие другие.

## Показатели деятельности
- 28 января 2006 года компания Microsoft присвоила ЗАО «БОСС. Кадровые системы» статус Microsoft Gold Certified Partner[3] — Золотого Партнёра Microsoft, который является высшей ступенью партнёрской программы.
- В 2008 году компания показала устойчивый 30 % рост доходов по продукту, увеличение доли присутствия системы в ТОП-400 российских компаний до 20 %[4].
- Компания «БОСС. Кадровые системы» является ISV партнёром компании Microsoft[5].
- 7 августа 2008 года компании «БОСС. Кадровые системы» и Microsoft объявили о завершении тестирования системы управления персоналом БОСС-Кадровик на платформе Microsoft SQL Server 2008[6].
- 2016 — Программные продукты БОСС-Кадровик и БОСС-Компания внесены в Единый реестр российского программного обеспечения для электронно-вычислительных машин и баз данных[7].

## Дипломы и награды
- Диплом «За активное освоение SQL Server 2005 и участие в программе SQL 2005 Playback»[8].
- Система «БОСС-Кадровик» награждена Диплом победителя в классе «Системы автоматизации управления персоналом» и Диплом лауреата в классе «Системы автоматизации учёта труда и заработной платы» на VII международном конкурсе программного обеспечения в области финансов и бизнеса «Бизнес—Софт 2001»[9].
- Компания «БОСС. Кадровые системы» награждена почетным дипломом «Лучшая компания Российского рынка программных продуктов в области бухгалтерского учёта, аудита и налогообложения — 2005». Церемония награждения состоялась в рамках работы VII Международного Форума бухгалтеров и аудиторов, который проходил в Кремлёвском дворце 23—25 мая 2006 г.[10]
- В 2010 году проект в компании ОАО «Альфа-Страхование» стал «Лучшим IT-проектом 2009 года» по мнению Экспертного совета Всероссийской общественной премии в области страхования «Золотая Саламандра».
- Каждый год компания «БОСС. Кадровые системы» подтверждает свою компетенцию, получая статус Gold Application Development от компании Microsoft[11].

## Рейтинг
По версии TAdviser компания «БОСС. Кадровые системы» занимает третье место по количеству реализованных публичных проектов.